# Кей Би Ес Ту
Кей Би Ес Ту (на английски: KBS2) е южнокорейски безплатен телевизионен канал, собственост на Korean Broadcasting System (KBS). Той се грижи главно за по-млади демографски групи, с програми, състоящи се от драма, развлекателни предавания и спортни предавания на живо. KBS2 е резултат от принудителното сливане на Tongyang Broadcasting Corporation с KBS през 1980 г.

## Сериали
- Boys Over Flowers
- Вие също ли сте човек
- Ирис
- Лечителят
- Лунна светлина, изтеглена от облаци
- Потомци на слънцето
- Продуцентите